# گودمحمود
گودمحمود یک روستا در ایران است که در دهستان باقران واقع شده‌است.